# Kalevi Wiik

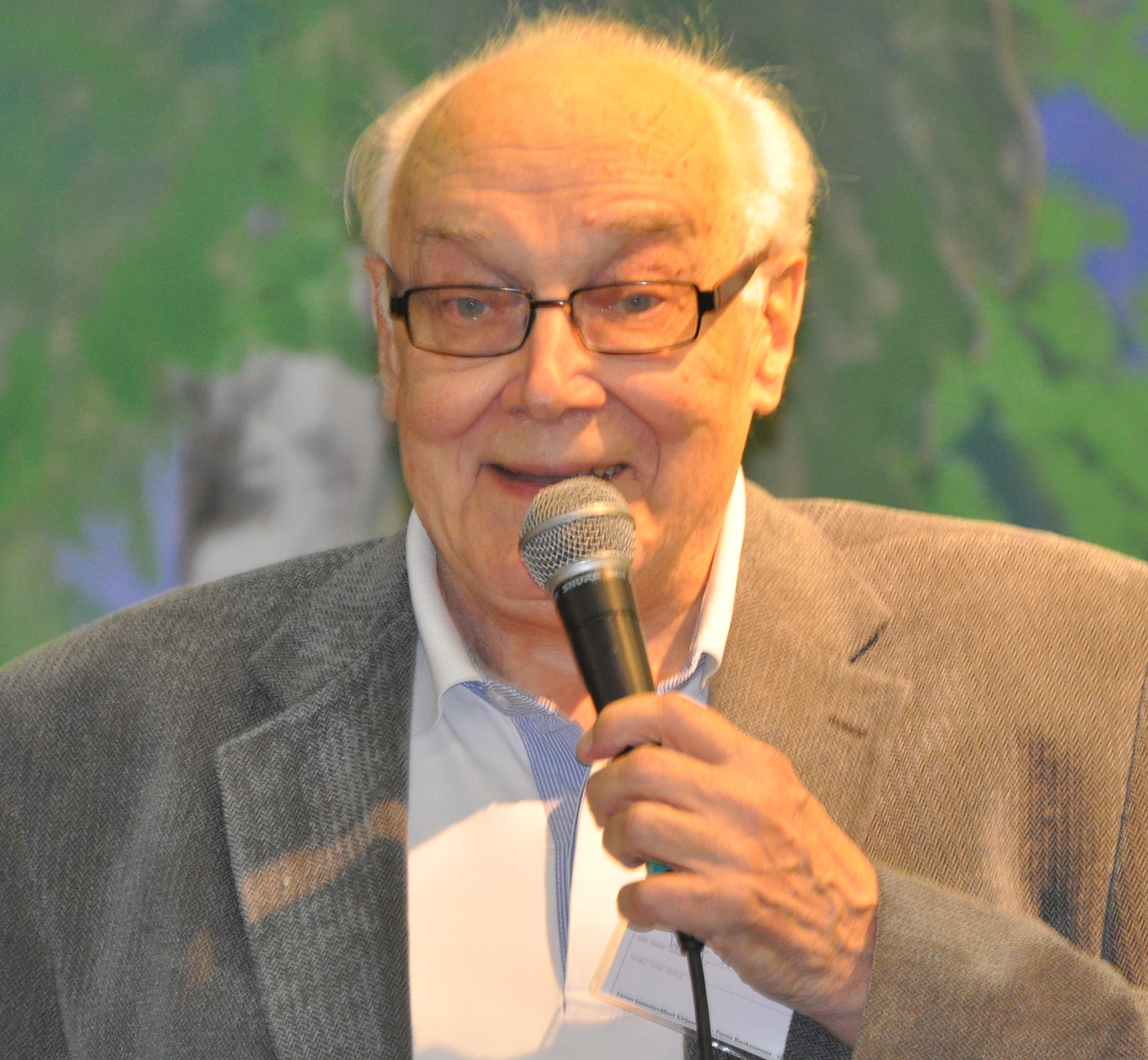
Kalevi Wiik.

Kaino Kalevi Wiik (Turku, Finlandia, 2 de agosto de 1932 — Turku, 12 de septiembre de 2015) es un profesor emérito de fonética en la Universidad de Turku, Finlandia. Se le conoce ante todo por sus controvertidas hipótesis sobre el efecto de las lenguas fino-ugrias en la creación de varios idiomas indoeuropeos en la Europa Septentrional, tales como los idiomas germanos, eslavos y bálticos. Como Marija Gimbutas antes de él, ha tratado de combinar conocimientos de arqueología con lingüística con el fin de localizar los orígenes de los pueblos europeos. También basa gran parte de sus estructuras hipotéticas en resultados genéticos.
Las opiniones de Wiik han recibido muchas críticas. El posible substrato lingüístico en la familia germánica parece no tener nada que ver con los idiomas urálicos y no hay evidencia de que los idiomas urálicos hayan sido hablados en la Europa Central, como sí se sabe que se hablaban en la Europa Septentrional y Oriental. 